# Critobul de Làmpsac
Critobul de Làmpsac (llatí: Critobulus, en grec antic: Κριτόβουλος, «Kritóboulos») fou un ciutadà de Làmpsac que es va presentar a Atenes com a representant del rei dels odrisis Cersobleptes I (346 aC) en el moment que s'anava a ratificar el tractat de pau entre Filip II de Macedònia i Atenes. Va demanar de participar en les converses en nom del seu sobirà i com a aliat d'Atenes. L'assemblea atenenca ho va aprovar, tot i l'oposició de Demòstenes. Quan el tractat de pau fou ratificat, Cersobleptes en fou exclòs, i Èsquines i Demòstenes es van acusar un a l'altra d'aquesta exclusió, però segons el relat de Filip van ser els generals atenencs els responsables d'aquesta exclusió. Critobul va passar al servei de Filip.